# Lưu hóa

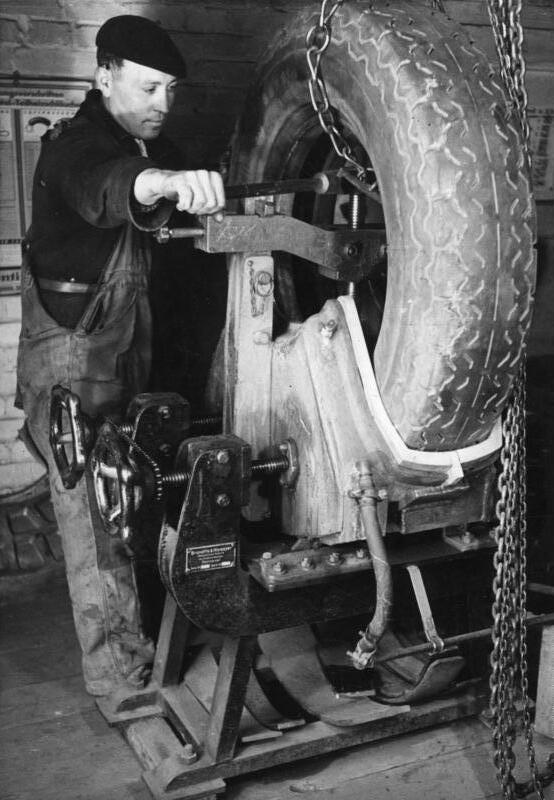

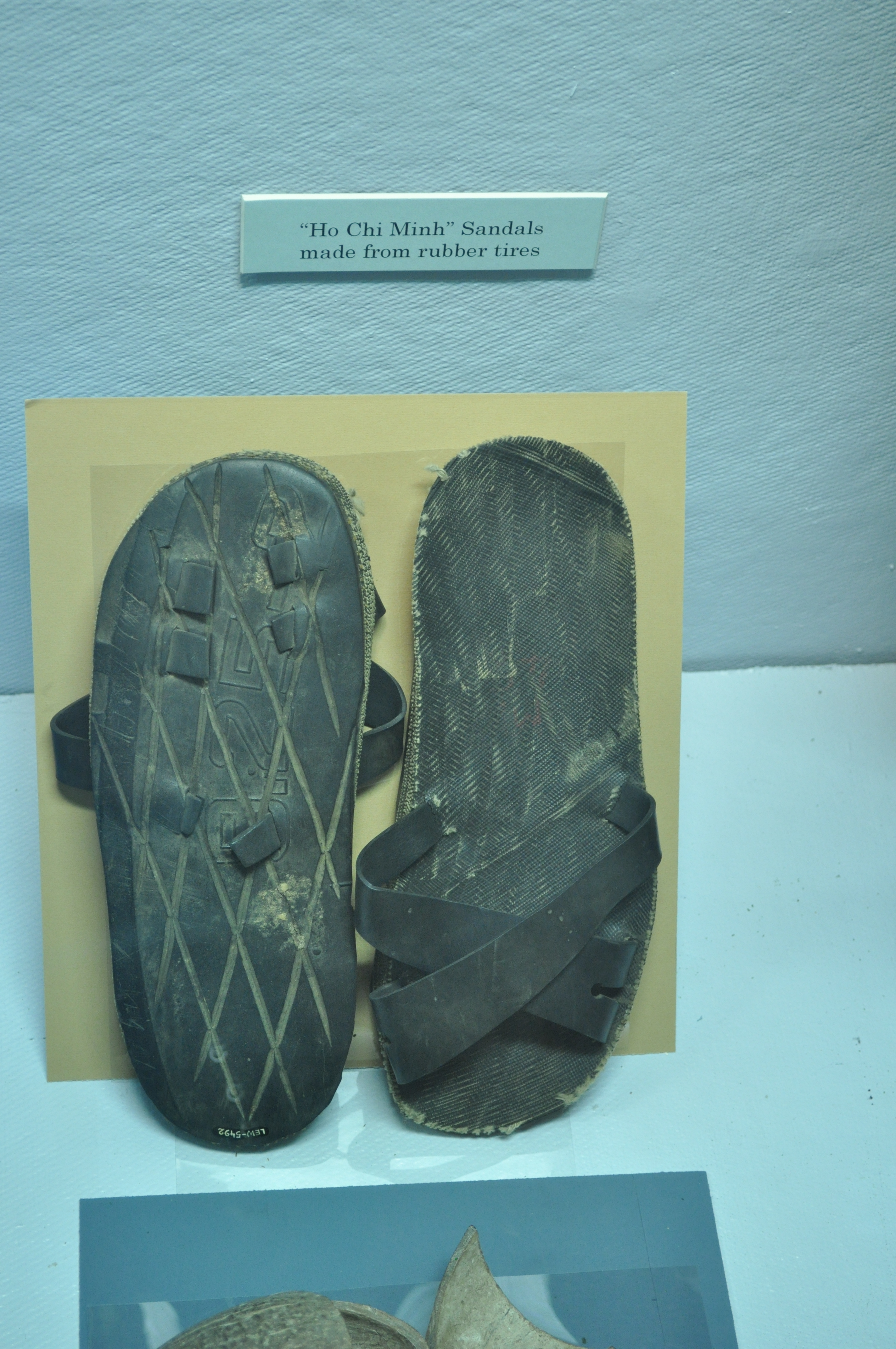
Dép cao su

Lưu hóa là quá trinh phản ứng hóa học mà qua đó cao su chuyển từ trạng thái mạch thẳng sang trạng thái không gian 3 chiều. Ngay từ buổi đầu tiên, người ta dùng lưu huỳnh để khâu mạch cao su nên gọi là lưu hóa. Ngoài lưu huỳnh còn có thể dùng một số chất khác để lưu hóa cao su như selen (Se), peroxide, nhựa lưu hóa,...Sự lưu hóa đã làm cho cao su bền hơn, dai hơn và đưa cao  su  trở thành  sản phẩm được ứng dụng rộng rãi trong cuộc sống.

## Tiến trình hóa học
|  |

e

## Ứng dụng
Cao su lưu hóa (cao su bảo ôn lạnh) là một dạng cao su đặc biệt, cao su lưu hóa được biết đến như một vật liệu bảo ôn cách nhiệt các đường ống nóng lạnh với đường kính phi tiêu chuẩn. Ngoài ra cao su lưu hóa còn được dùng cách âm cho phòng hát, rạp chiếu phim có yêu cầu kỹ thuật cao…
       Ứng dụng cách nhiệt của cao su lưu hóa:
Cao su lưu hóa là sản phẩm cách nhiệt được ưa chuộng trong công nghệ cách nhiệt cho đường ống hơi lạnh, đường ống nước lạnh, hệ thống cấp đông và đường ống nước nóng. Ngoài ra cao su lưu hóa còn dùng để cách nhiệt bảo ôn hệ thống điều hòa không khí, hệ thống đường ống công nghệ… Cụ thể như sau:
     *  Chống lại sự ngưng tụ và thất thoát nhiệt trong các hệ thống lạnh.
    *  Cách nhiệt cho các đường ống gas, nước lạnh, đường ống gió, công nghệ hóa dầu, đường gió, đường ống trong công nghiệp thực phẩm, hệ thống điều hòa và các bồn chứa.
    *  Chống lại sự sự thất thoát nhiệt cho các hệ thống nước nóng và hệ thống đường ống nhiệt nóng, hệ thống năng lượng mặt trời, …  
       Ứng dụng cách âm của cao su lưu hóa:
Cao su lưu hóa được dùng để cách âm cho các công trình đòi hỏi cách âm cao như quán Bar, Vũ trường, Rạp chiếu phim... bằng cách sử dụng kết hợp với các vật liệu cách âm khác như: Bông thủy tinh, cao su non, xốp PE... tạo thành hệ thống vách cách âm.